# RaVaughn Perkins
RaVaughn Richard Ravelle Perkins (ur. 7 sierpnia 1992) – amerykański zapaśnik walczący w stylu klasycznym. Zajął siedemnaste miejsce na mistrzostwach świata w 2018. Mistrz panamerykański z 2018 i 2019; trzeci w 2022. Dziewiąty w Pucharze Świata w 2014 roku. Zawodnik Ellsworth Community College.